# National Women's Hall of Fame

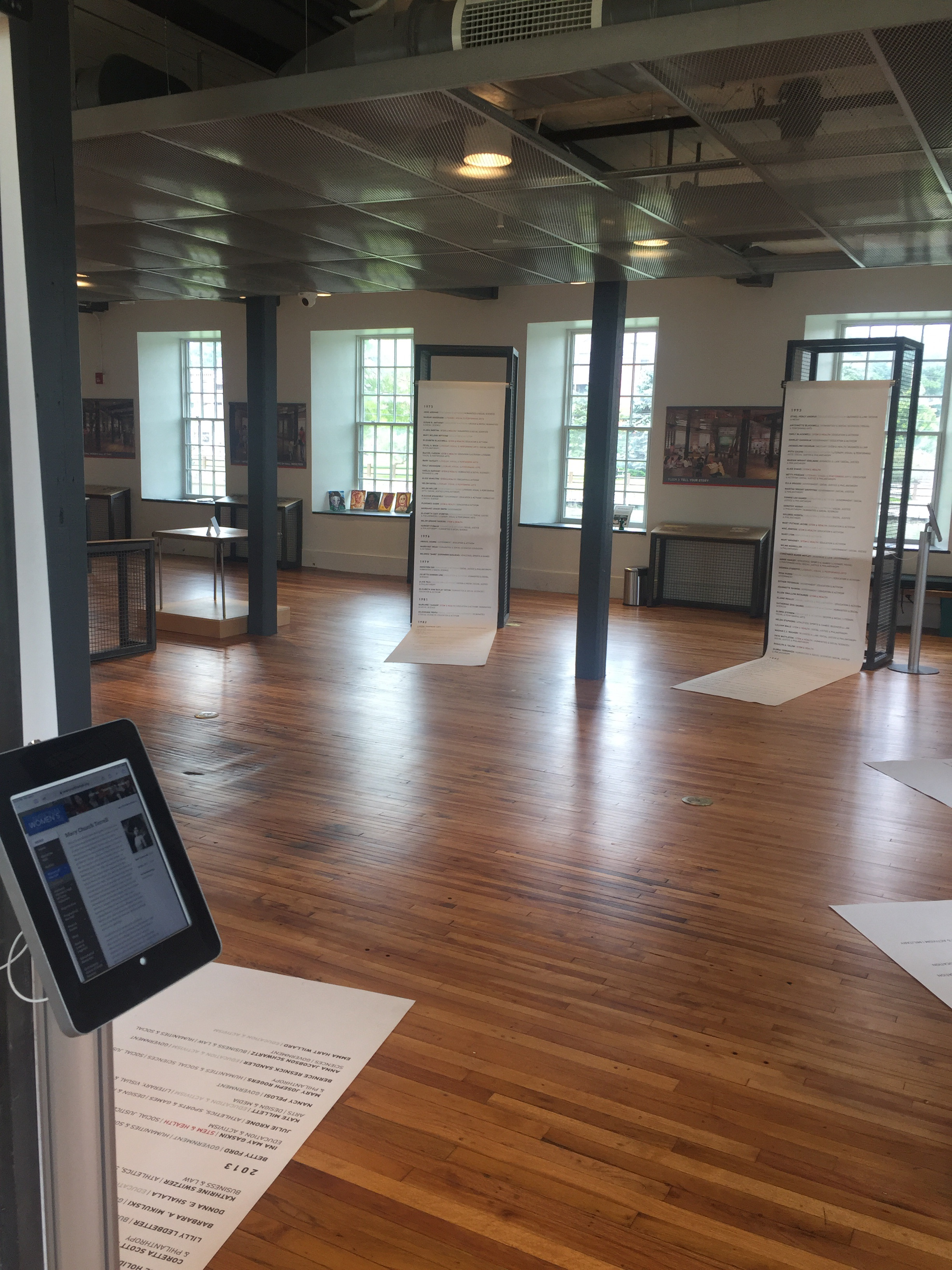
Interior of NWHF, in historic mill, in 2022

National Women's Hall of Fame är en amerikansk institution grundad år 1969. Syftet är att hedra kvinnor som har gjort viktiga bidrag till konst, sport, näringsliv, utbildning, offentlig verksamhet, vetenskap och filantropi. Galleriet ligger i Seneca Falls i delstaten New York, där konferensen i Seneca Falls hölls 1848.

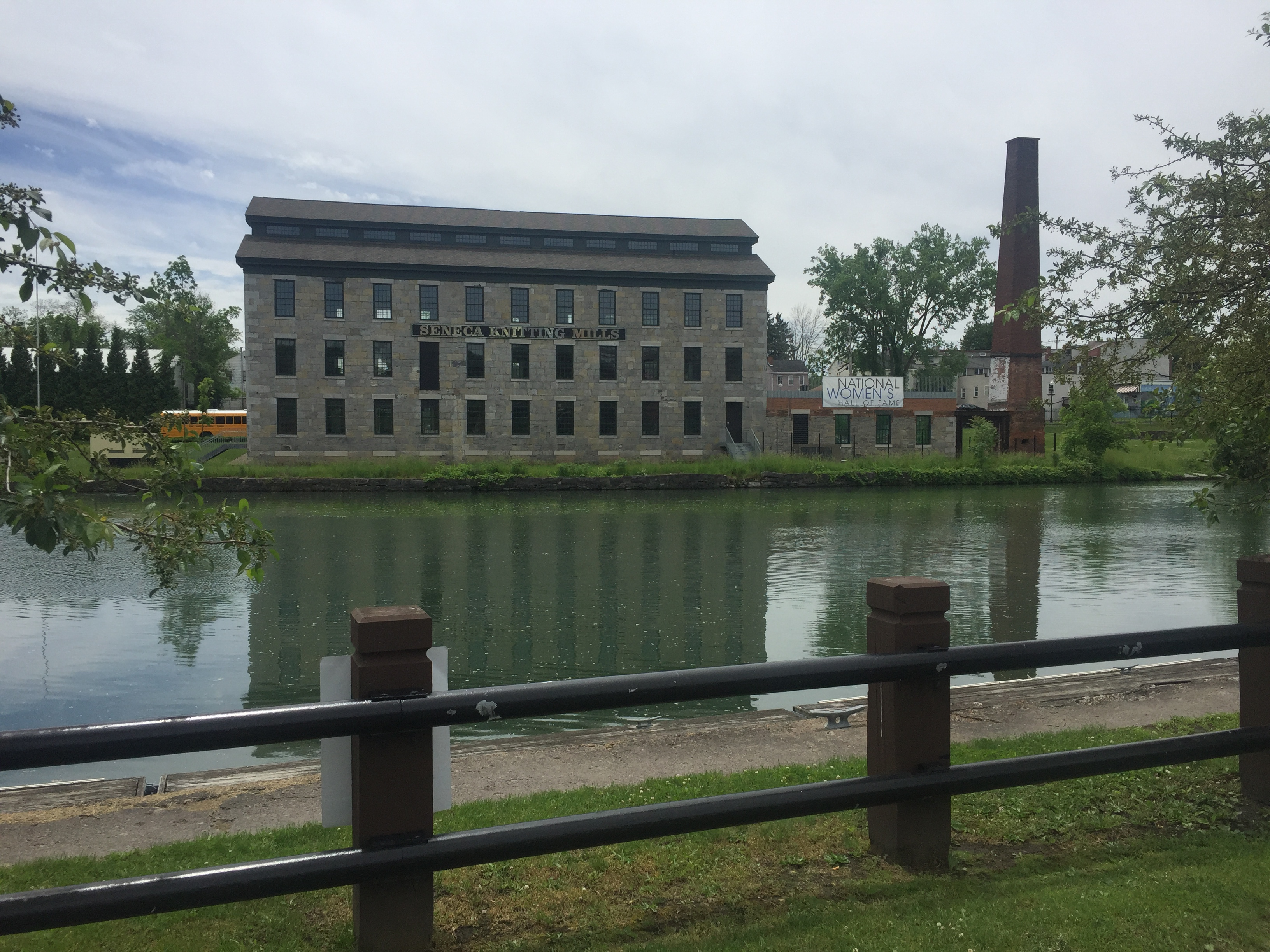
NWHF from across river, in 2022

De nominerade är utvalda på grundval av de förändringar de åstadkommit som påverkar samhällets sociala, ekonomiska eller kulturella aspekter, deras betydande nationella eller globala inflytande och resultaten av deras insatser samt det varaktiga värdet av deras prestationer.

## A–J
- Faye Glenn Abdellah
- Bella Abzug
- Abigail Adams
- Jane Addams
- Madeleine Albright
- Tenley Albright
- Louisa May Alcott
- Florence Ellinwood Allen
- Gloria Allred
- Linda Alvarado
- Dorothy H. Andersen
- Marian Anderson
- Ethel Percy Andrus
- Maya Angelou
- Susan B. Anthony
- Virginia Apgar
- Ella Baker
- Lucille Ball
- Ann Bancroft
- Clara Barton
- Eleanor K. Baum
- Ruth Fulton Benedict
- Mary McLeod Bethune
- Antoinette Blackwell
- Elizabeth Blackwell
- Emily Blackwell
- Amelia Bloomer
- Nellie Bly
- Louise Bourgeois
- Margaret Bourke-White
- Lydia Moss Bradley
- Myra Bradwell
- Mary Carson Breckinridge
- Nancy Brinker
- Gwendolyn Brooks
- Pearl S. Buck
- Betty Bumpers
- Charlotte Bunch
- St. Frances Xavier Cabrini
- Mary Steichen Calderone
- Annie Jump Cannon
- Rachel Carson
- Eleanor Rosalynn Smith Carter
- Mary Ann Shadd Cary
- Mary Cassatt
- Willa Cather
- Carrie Chapman Catt
- Julia Child
- Lydia Maria Child
- Shirley Chisholm
- Hillary Clinton
- Jacqueline Cochran
- Mildred Cohn
- Bessie Coleman
- Eileen Collins
- Ruth Colvin
- Rita Rossi Colwell
- Joan Ganz Cooney
- Mother Marianne Cope
- Gerty Theresa Radnitz Cori
- Jane Cunningham Croly
- Matilda Cuomo
- Angela Davis
- Paulina Kellogg Wright Davis
- Dorothy Day
- Marian de Forest
- Donna de Varona
- Karen DeCrow
- Sarah Deer
- Emma Smith Devoe
- Emily Dickinson
- Dorothea Dix
- Elizabeth Hanford Dole
- Marjory Stoneman Douglas
- Katharine Drexel
- Anne Dallas Dudley
- Mary Barret Dyer
- Amelia Earhart
- Sylvia A. Earle
- Catherine Shipe East
- Crystal Eastman
- Mary Baker Eddy
- Marian Wright Edelman
- Gertrude Ederle
- Gertrude Belle Elion
- Dorothy Harrison Eustis
- Alice C. Evans
- Geraldine Ferraro
- Ella Fitzgerald
- Jane Fonda
- Betty Ford
- Helen Murray Free
- Betty Friedan
- Margaret Fuller
- Matilda Joslyn Gage
- Ina May Gaskin
- Althea Gibson
- Lillian Moller Gilbreth
- Charlotte Perkins Gilman
- Ruth Bader Ginsburg
- Katharine Graham
- Martha Graham
- Temple Grandin
- Ella T. Grasso
- Marcia Greenberger
- Martha Wright Griffiths
- Sarah Grimké
- Angelina Emily Grimke Weld
- Mary Hallaren
- Fannie Lou Hamer
- Alice Hamilton
- Lorraine Hansberry
- Martha Matilda Harper
- Patricia Roberts Harris
- Helen Hayes
- Dorothy Height
- Beatrice Hicks
- Oveta Culp Hobby
- Barbara Holdridge
- Billie Holiday
- Wilhelmina Cole Holladay
- Jeanne Holm
- Bertha Holt
- Grace Murray Hopper
- Julia Ward Howe
- Dolores Huerta
- Helen LaKelly Hunt
- Swanee Hunt
- Zora Neale Hurston
- Anne Hutchinson
- Barbara Iglewski
- Shirley Ann Jackson
- Victoria Jackson
- Mary Jacobi
- Frances Wisebart Jacobs
- Mae Jemison
- Mary Harris Jones
- Barbara Jordan

## K–Z
- Helen Keller
- Leontine T. Kelly
- Susan Kelly-Dreiss
- Frances Oldham Kelsey
- Nannerl Keohane
- Jean Kilbourne
- Billie Jean King
- Coretta Scott King
- Julie Krone
- Elisabeth Kübler-Ross
- Maggie Kuhn
- Stephanie L. Kwolek
- Susette La Flesche
- Winona LaDuke
- Carlotta Walls LaNier
- Dorothea Lange
- Sherry Lansing
- Allie B. Latimer
- Emma Lazarus
- Lilly Ledbetter
- Mildred Robbins Leet
- Maya Lin
- Anne Morrow Lindbergh
- Patricia Locke
- Belva Lockwood
- Juliette Gordon Low
- Clare Boothe Luce
- Shannon W. Lucid
- Mary Lyon
- Mary Mahoney
- Nicole Malachowski
- Wilma Mankiller
- Philippa Marrack
- Maria Goeppert Mayer
- Barbara McClintock
- Katherine Dexter McCormick
- Louise McManus
- Margaret Mead
- Barbara Mikulski
- Kate Millett
- Patsy Takemoto Mink
- Maria Mitchell
- Constance Baker Motley
- Lucretia Mott
- Kate Mullany
- Aimee Mullins
- Carol Mutter
- Antonia Novello
- Sandra Day O'Connor
- Georgia O'Keeffe
- Rose O'Neill
- Annie Oakley
- Rosa Parks
- Ruth Patrick
- Alice Paul
- Nancy Pelosi
- Mary Engle Pennington
- Frances Perkins
- Rebecca Talbot Perkins
- Esther Peterson
- Judith L. Pipher
- Jeannette Rankin
- Janet Reno
- Ellen Swallow Richards
- Linda Richards
- Sally Ride
- Rozanne L. Ridgway
- Edith Nourse Rogers
- Mary Joseph Rogers
- Eleanor Roosevelt
- Ernestine Louise Potowski Rose
- Sister Elaine Roulet
- Janet Rowley
- Wilma Rudolph
- Josephine St. Pierre Ruffin
- Mary Harriman Rumsey
- Florence Sabin
- Sacagawea
- Bernice Sandler
- Margaret Sanger
- Katherine Siva Saubel
- Betty Bone Schiess
- Patricia Schroeder
- Anna Schwartz
- Felice N. Schwartz
- Blanche Scott
- Florence B. Seibert
- Elizabeth Bayley Seton
- Donna Shalala
- Anna Howard Shaw
- Catherine Filene Shouse
- Eunice Mary Kennedy Shriver
- Muriel Siebert
- Beverly Sills
- Louise Slaughter
- Eleanor Smeal
- Bessie Smith
- Margaret Chase Smith
- Sophia Smith
- Hannah Greenebaum Solomon
- Susan Solomon
- Sonia Sotomayor
- Laurie Spiegel
- Elizabeth Cady Stanton
- Gloria Steinem
- Helen Stephens
- Nettie Stevens
- Lucy Stone
- Kate Stoneman
- Harriet Beecher Stowe
- Harriet Williams Russell Strong
- Anne Sullivan
- Kathrine Switzer
- Henrietta Szold
- Mary Burnett Talbert
- Maria Tallchief
- Ida Tarbell
- Helen Brooke Taussig
- Sojourner Truth
- Harriet Tubman
- Wilma Vaught
- Florence Schorske Wald
- Lillian Wald
- Madam C. J. Walker
- Mary Edwards Walker
- Emily Howell Warner
- Mercy Otis Warren
- Alice Waters
- Faye Wattleton
- Annie Dodge Wauneka
- Ida Wells-Barnett
- Eudora Welty
- Edith Wharton
- Sheila E. Widnall
- Emma Willard
- Frances Willard
- Oprah Winfrey
- Sarah Winnemucca
- Flossie Wong-Staal
- Victoria Woodhull
- Fanny Wright
- Martha Coffin Pelham Wright
- Chien-Shiung Wu
- Rosalyn Yalow
- Gloria Yerkovich
- Mildred "Babe" Didrikson Zaharias